# Isoplectron aciculatum
Isoplectron aciculatum is een rechtvleugelig insect uit de familie grottensprinkhanen (Rhaphidophoridae). De wetenschappelijke naam van deze soort is voor het eerst geldig gepubliceerd in 1937 door Karny.